# Alarico Pacheco
Alarico Nunes Pacheco (São Francisco do Maranhão, 22 de julho de 1883 – São Luís, 16 de setembro de 1972) foi um médico, militar, professor e político brasileiro, outrora deputado federal pelo Maranhão.

## Dados biográficos
Filho de José Vítor Nunes Ferreira Filho e Guiomar Angélica Pacheco Ferreira. Estudou em Teresina e São Luís e depois foi para Salvador onde trabalhou como telegrafista e farmacêutico antes de se formar em Medicina na Universidade Federal da Bahia em 1909. No ano seguinte foi trabalhar no Corpo de Bombeiros do Maranhão e nesse ínterim foi inspetor federal de ensino e diretor do Instituto Médico Legal.
Eleito deputado estadual em 1920, foi reeleito sucessivamente até a Revolução de 1930 extinguir todos os órgãos legislativos do país. Professor da Universidade Federal do Maranhão, exerceu ainda as funções de inspetor sanitário e chefiou o serviço médico dos Ferroviários em São Luís. Eleito deputado estadual em 1934, foi empossado no ano seguinte e teve o mandato extinto pelo Estado Novo. Renomeado diretor do Instituto Médico Legal pelo interventor Paulo Ramos, atingiu a patente de coronel do serviço médico do Exército Brasileiro.
Nos estertores da Era Vargas assumiu a presidência do diretório estadual da UDN e por esta legenda foi eleito deputado federal em 1945 e nessa condição ajudou a escrever a Constituição de 1946 muito embora tenha figurado como suplente nas disputas seguintes e perdido a eleição para senador no PSP em 1954. Candidato a deputado estadual pelo PTB em 1958 e 1962, não se elegeu.
Cunhado do poeta Antônio Francisco da Costa e Silva e do médico Osvaldo da Costa e Silva, este eleito vice-governador do Piauí em 1947.